# Saprai/Il fiore bagnato
Saprai/Il fiore bagnato è un 45 giri di Fiordaliso pubblicato dalla Emi Italiana nel 1991. È il secondo 45 giri estratto dall'album Il portico di Dio.

## Saprai
Saprai fu composto da Franco Ciani e Roby Facchinetti. È un duetto cantato dalla cantante piacentina e Roby Facchinetti autore della musica. Venne pubblicato in seguito anche in versione in lingua spagnola con il titolo Sabras con la voce maschile di Riccardo Fogli.

## Il fiore bagnato
Il fiore bagnato è il brano presente nel lato b del disco, scritto da Fio Zanotti e da Franco Ciani; è stato inserito anch'esso nell'album Il portico di Dio.

## Tracce
1. Saprai - 4:27
2. Il fiore bagnato - 1:10